# Danville (Pennsilvània)
Danville és una població dels Estats Units a l'estat de Pennsilvània. Segons el cens del 2000 tenia 4.897 habitants.

## Demografia
Segons el cens del 2000, Danville tenia 4.897 habitants, 2.277 habitatges, i 1.238 famílies. La densitat de població era de 1.189,1 habitants per quilòmetre quadrat.
Dels 2.277 habitatges en un 24,1% hi vivien nens de menys de 18 anys, en un 39,4% hi vivien parelles casades, en un 12,3% dones solteres, i en un 45,6% no eren unitats familiars. En el 40,3% dels habitatges hi vivien persones soles el 16,6% de les quals corresponia a persones de 65 anys o més que vivien soles. El nombre mitjà de persones vivint en cada habitatge era de 2,1 i el nombre mitjà de persones que vivien en cada família era de 2,84.
Per edats la població es repartia de la següent manera: un 21,7% tenia menys de 18 anys, un 7,6% entre 18 i 24, un 31,2% entre 25 i 44, un 20% de 45 a 60 i un 19,4% 65 anys o més.
L'edat mediana era de 38 anys. Per cada 100 dones de 18 o més anys hi havia 79,1 homes.
La renda mediana per habitatge era de 30.498 $ i la renda mediana per família de 38.778 $. Els homes tenien una renda mediana de 30.375 $ mentre que les dones 24.313 $. La renda per capita de la població era de 16.693 $. Entorn del 6% de les famílies i el 10,6% de la població estaven per davall del llindar de pobresa.

## Poblacions més properes
El següent diagrama mostra les poblacions més properes.